# Lothar Fischer (Kunsthistoriker)
Lothar Paul Bernhard Fischer (* 24. Dezember 1932 in Freital; † 22. März 2025 in Berlin) war ein deutscher Kunsthistoriker, Schriftsteller, Journalist, Kunstmaler und Zeichner. Hauptberuflich war er Kunstpädagoge.
Lothar Fischer war ab 1949 freier Mitarbeiter bei verschiedenen Zeitungen und arbeitete ab 1951 als Redakteur in Ost-Berlin. Von 1952 bis 1956 war er als politischer Gefangener in der JVA Bautzen und der JVA Waldheim inhaftiert. Fischer studierte 1958 bis 1961 Kunstpädagogik an der Pädagogischen Hochschule West-Berlin. 1961 bis 1962 setzte er sein Studium als Teaching Fellow an der Western Michigan University in Kalamazoo (Vereinigte Staaten) fort und schloss es 1964 mit dem Master of Arts (M. A.) ab. Von 1965 bis 1979 war er im Beirat für Bildende Kunst des Berliner Senats. Ab 1976 war er Fachbereichsleiter am Bert-Brecht-Bildungszentrum. Bis 1994 arbeitete er als Kunstlehrer in Berlin, danach war er freiberuflich als Autor tätig. Seine Kunstrichtungen waren vor allem Surrealismus und Neo-Dada.
Lothar Fischer war zweimal geschieden, dreifacher Vater und fünffacher Großvater. Die letzten Lebensjahre verbrachte er in einem Pflegeheim in Berlin-Wilmersdorf.

## Buchveröffentlichungen
- Max Ernst (= Rowohlt Monographien. Band 50151). Rowohlt, Reinbek bei Hamburg 1969; Neuausgabe 2006.[3]
- Heinrich Zille (= Rowohlt Monographien. Band 276). Rowohlt, Reinbek bei Hamburg 1979; Neuausgabe 1991.[4]
- Otto Dix. Ein Malerleben in Deutschland. Nicolai Verlag, Berlin 1981.
- Anita Berber 1918–28 in Berlin. Tanz zwischen Rausch und Tod. Haude und Spener, Berlin 1984, 3., verbesserte Auflage 1996.[5]
- George Grosz (= Rowohlt Monographien. Band 241). Rowohlt, Reinbek bei Hamburg 1976; Neuausgabe 2001.[6]
- Anita Berber. Göttin der Nacht. edition ebersbach, Berlin 2007.
- Anita Berber, ein getanztes Leben. Eine Biographie. Bäßler, Berlin 2014. ISBN 978-3-930388-85-1